# Morvah
Morvah (korn. Morvedh) – wieś i civil parish w Anglii, w Kornwalii położona między Zennor a St Just nad Oceanem Atlantyckim. Obecnie we wsi znajduje się galeria obrazów. W miejscowości mieszka 75 osób, a w całej gminie – 325.

## Historia
Nazwa pochodzi od kornijskiego zwrotu morveth oznaczającego „miejsce nad morzem”. Morvah do XIX w. była niewielką osadą rybacką, zmienioną w XIX w. w ośrodek przemysłowy za sprawą górnictwa cyny. Miejscowość pojawia się w legendach o Królu Arturze.

## Skarb z Morvah
W r. 1884 podczas wydobywania materiałów budowlanych w pobliżu wsi znaleziono złote ozdoby wywodzące się z epoki brązu w postaci sześciu bransoletek. prawdopodobnie kupionych za cynę, wydobywaną na tym obszarze. Skarb obecnie znajduje się w British Museum. W 2007 r. niektóre gazety lokalne prowadziły kampanię mającą na celu wymuszenie zwrotu skarbu Kornwalii.